# Burtonia
Burtonia là một chi thuộc họ Fabaceae. 
Một số tác giả coi đây là danh pháp đồng nghĩa của Gompholobium.
Tên của chi này được đặt theo tên của nhà thực vật học David Burton.